# Limehouse
Ne doit pas être confondu avec Limehouse (DLR) ou Gare de Limehouse.

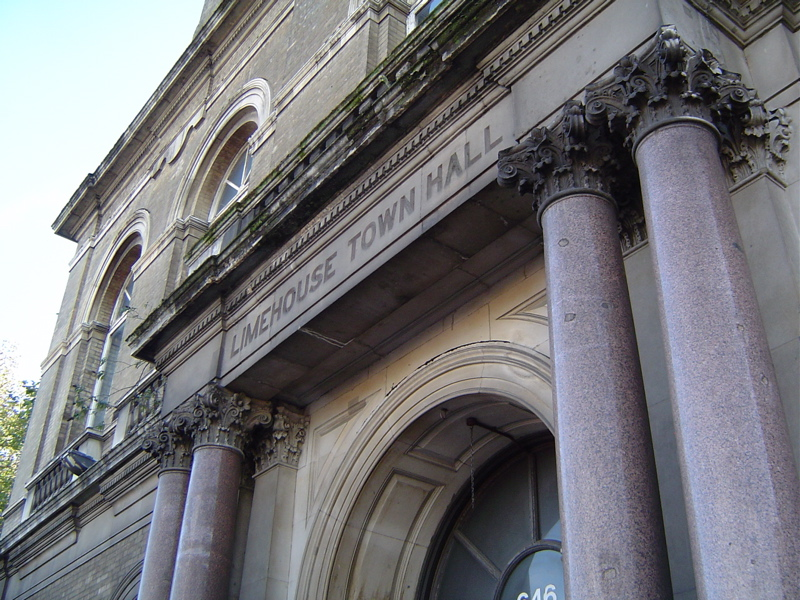
Limehouse Town Hall.

Limehouse est un quartier dans l'est de Londres, en Angleterre. Il fait partie du district londonien de Tower Hamlets.
Le quartier est desservi par la gare de métro de Limehouse.